# Recordes e estatísticas da Premier League
Esta é uma lista de recordes e estatísticas da Premier League.

## Recordes

### Títulos
- Mais títulos: Manchester United: 13 títulos[nota 1]
- Mais títulos consecutivos: Manchester City: 4 (2020–21, 2021–22, 2022–23, 2023–24)
- Maior diferença de pontos entre o campeão e o vice: 19 (Manchester City na temporada 2017–18; 100 pontos, contra 81 do vice, Manchester United)[1]
- Menor diferença de pontos entre o campeão e o vice: 0 (Manchester City na temporada 2011–12; empatou em pontos com o Manchester United - 89 no total - , vencendo devido ao saldo de gols, usado pela primeira vez como critério de desempate para decidir o campeão da Premier League)[2]
- Time campeão com maior antecedência: Liverpool (7 jogos em 2019–20)[3]

### Pontos
- Mais pontos num campeonato: 100 (Manchester City, em 2017–18)[1]
- Mais pontos conquistados como mandante numa temporada: 55 (Chelsea em 2005–06, Manchester United em 2010–11, Manchester City em 2011–12 e Liverpool em 2019–20)[4]
- Mais pontos conquistados como visitante numa temporada: 50 (Manchester City, em 2017–18)[1]
- Menos pontos num campeonato: 11 (Derby County, em 2007–08)[5]
- Menos pontos conquistados como mandante numa temporada: 7 (Sunderland, em 2005–06)
- Menos pontos conquistados como visitante numa temporada: 3 (Derby County, em 2007–08)
- Maior pontuação de um clube sem ter conquistado o título: 97 (Liverpool, em 2018–19)[6]
- Menor pontuação de um clube campeão: 75 (Manchester United, em 1996–97)[7]
- Maior pontuação de um clube que foi rebaixado:
  - Com 42 jogos: 49 (Crystal Palace, em 1992–93)[8]
  - Com 38 jogos: 42 (West Ham, em 2002–03)[8]
- Menor pontuação de um clube que não foi rebaixado: 34 (West Bromwich Albion, em 2004–05)[8]
- Maior pontuação de um clube promovido:
  - Com 42 jogos: 77 (Nottingham Forest, em 1994–95)
  - Com 38 jogos: 66 (Ipswich Town, em 2000–01)[9]

### Vitórias
- Mais vitórias no total: Manchester United (744)[10]
- Mais vitórias numa temporada: Liverpool e Manchester City, com 32 (City em 2017–18 e 2018–19, e Liverpool em 2019–20)[11]
- Mais vitórias como mandante: 18 (Chelsea em 2005–06, Manchester United em 2010–11, Manchester City em 2011–12 e 2018–19 e Liverpool em 2019–20)
- Mais vitórias como visitante: Manchester City, com 16 (2011–12 e 2018–19)
- Menos vitórias numa temporada: 1 (Derby County, em 2007–08)
- Menos vitórias como mandante: 1 (Sunderland, em 2005–06, Derby County, em 2007–08, Ipswich Town e Southampton em 2024–25)
- Menos vitórias como visitante: nenhuma (Leeds United em 1992–93, Coventry City em 1999–00, Wolverhampton Wanderers em 2003–04, Norwich City em 2004–05, Derby County em 2007–08 e Hull City, em 2009–10)[12][13]
- Mais vitórias seguidas: Manchester City (18 vitórias entre agosto e dezembro de 2017)[14][1] e Liverpool (entre outubro de 2019 e fevereiro de 2020)
- Mais vitórias seguidas no início da temporada: Chelsea (9 vitórias entre agosto e outubro de 2005)[15]
- Mais vitórias seguidas no final da temporada: Manchester City (14 vitórias entre fevereiro e maio de 2019)[16]
- Mais vitórias seguidas como mandante: Liverpool (24 vitórias entre fevereiro de 2019 e julho de 2020)[carece de fontes?]
- Mais vitórias seguidas como visitante: Manchester City (12 vitórias entre dezembro de 2020 e maio de 2021)[17]
- Mais jogos consecutivos sem vitória: Derby County (32 jogos, em 2007–08)[18]
- Mais jogos consecutivos sem vitória desde o inicio da temporada: Sheffield United (17 jogos em 2020–21)[19]
- Mais vitórias em estádios diferentes: Liverpool (venceu em 59 dos 61 estádios utilizados na Premier League)[20]

### Derrotas
- Mais derrotas no total: Everton (460)[21]
- Mais derrotas numa temporada: 30 (Southampton em 2024–25)[22]
- Mais derrotas como mandante: 15 (Watford em 2021–22)
- Mais derrotas como visitante: Burnley, com 17 (2009–10)[22]
- Menos derrotas numa temporada: nenhuma (Arsenal, em 2003–04)[23]
- Menos derrotas como mandante: nenhuma (Manchester United em 1995–96, 1999–2000 e 2010–11, Arsenal em 1998–99, 2003–04 e 2007–08, Chelsea em 2004–05, 2005–06, 2006–07, 2007–08 e 2014–15, Liverpool em 2008–09, 2017–18, 2018–19, 2019–20 e 2021–22[24][25][26], Manchester City em 2011–12 e Tottenham em 2016–17)
- Menos derrotas seguidas: nenhuma (Arsenal, em 2001–02 e 2003–04 e Manchester United, em 2020–21)[27]
- Mais jogos consecutivos sem derrota: Arsenal (49 jogos entre maio de 2003 e outubro de 2004)[28]
- Maior sequência sem derrotas como mandante: Chelsea (86 jogos sem perder entre março de 2004 e outubro de 2008)[29]
- Maior sequência sem derrotas como visitante: Manchester United (29 jogos sem perder entre fevereiro de 2020 e outubro de 2021)[30]
- Maior sequência de derrotas em mais de uma temporada: Sunderland (20 jogos nas temporadas de 2002–03 e 2005–06)[31]

### Empates
- Mais empates no total: Everton (356)[carece de fontes?]
- Mais empates numa temporada:
  - Com 42 jogos: 18 (Manchester City e Sheffield United, ambos em 1993–94, e Southampton em 1994–95)[32]
  - Com 38 jogos: 17 (Newcastle em 2003–04,  Aston Villa em 2006–07 e 2011–12 e Sunderland em 2014–15)
- Mais empates como mandante: 10 (Sheffield Wednesday em 1996–97, Leicester em 1997–98 e 2003–04 e Manchester United em 2016–17)
- Mais empates como visitante: 10  (Newcastle em 2003–04 e Manchester United em 2010–11)[33]
- Menos empates numa temporada: 3 (Manchester City e Tottenham em 2018–19 e Sheffield United em 2020–21)
- Menos empates como mandante: nenhum (Manchester City em 2008–09 e 2018–19, Manchester United em 2012–13, Chelsea em 2016–17 e Tottenham, em 2023–24)
- Menos empates como visitante: nenhum (Tottenham, em 2018–19 e Leeds United em 2020–21)[34]
- Mais empates consecutivos: 7 (Norwich City em 1993–94, Southampton em 1994–95 e Manchester City em 2009–10)
- Mais jogos consecutivos sem empate: Tottenham (32 jogos entre maio de 2018 e fevereiro de 2019)[35]

### Gols
- Time que fez mais gols numa temporada: Manchester City (106 gols em 2017–18)
- Time que fez menos gols numa temporada: Derby County e Sheffield United (20 gols em 2007–08 e 2020–21, respectivamente)[36]
- Time que mais levou gols numa temporada:
  - Com 42 jogos: Swindon Town (100 gols sofridos em 1993–94)[37]
  - Com 38 jogos: Sheffield United (104 gols sofridos em 2023–24)[38]
- Time que menos levou gols numa temporada: Chelsea (15 gols sofridos em 2004–05)[39]
- Time com maior saldo de gols: Manchester City (79 em 2017–18)
- Time que pior saldo de gols: Derby County e Sheffield United (–69 em 2007–08 e 2023–24, respectivamente)
- Time mais bem-colocado no campeonato com pior saldo de gols: Norwich City (–4 em 1993–94, quando ficou em terceiro lugar)[40]
- Time pior colocado com maior saldo de gols: Manchester City (+1 em 2003–04, quando ficou em décimo-sexto lugar)[41]
- Time rebaixado que fez mais gols numa temporada: Blackpool (55 gols em 2010–11)[42]
- Time que fez mais gols como mandante numa temporada: Chelsea (68 gols em 2009–10)
- Time que fez menos gols como mandante numa temporada: Fulham (9 gols em 2020–21)
- Time que mais levou gols como mandante numa temporada: Sheffield United (57 gols sofridos em 2023–24)[22]
- Time que menos levou gols como mandante numa temporada: Manchester United (4 gols sofridos em 1994–95)
- Time que fez mais gols como visitante numa temporada: Liverpool (48 gols em 2013–14)
- Time que fez menos gols como visitante numa temporada: Norwich City (7 gols em 2019–20)[carece de fontes?]
- Time que fez mais levou gols como visitante numa temporada:
  - Com 42 jogos: Ipswich Town (59 gols sofridos em 1994–95)
  - Com 38 jogos: Wigan (55 gols sofridos em 2009–10)
- Time que menos levou gols como visitante numa temporada: Chelsea (9 gols sofridos em 2004–05)
- Time que não empatou sem gols em uma temporada: Arsenal (nenhum empate em 0 a 0 em 2001–02)[43]
- Time que mais fez gols no total: Manchester United (2.300 gols)
- Time que mais levou gols no total: Everton (1.589 gols sofridos)
- Time que mais fez gols contra: Everton (62 gols contra)[44]

### Público
- Maior assistência: 83.222 torcedores (Tottenham 1–0 Arsenal, no Estádio de Wembley, em 10 de fevereiro de 2018)[45]
- Menor assistência: 3.039 torcedores (Wimbledon 1–3 Everton, no Selhurst Park, em 26 de janeiro de 1993)[46]
- Estádio com maior média de público em uma temporada: Old Trafford (75.821 torcedores na temporada 2006–07)
- Estádio com menor média de público: Selhurst Park (8.353 torcedores na temporada 1992–93)[47]

## Recordes entre jogadores
- Jogador com mais partidas disputadas: Gareth Barry (653 entre 1998 e 2018)[48]
- Jogador mais velho: John Burridge (43 anos e 162 dias no jogo entre Manchester City e Queens Park Rangers, em 14 de maio de 1995)[49]
- Jogador mais jovem: Ethan Nwaneri (15 anos e 181 dias no jogo entre Arsenal e Brentford, em 18 de setembro de 2022)[50]
- Mais partidas seguidas na Premier League: Brad Friedel (310 jogos entre agosto de 2004 e outubro de 2012)[51]
- Mais temporadas na Premier League: James Milner (23 temporadas desde 2002–03)
- Jogador com mais clubes defendidos na Premier League: Marcus Bent (Crystal Palace, Blackburn Rovers, Ipswich Town, Leicester City, Everton, Charlton Athletic, Wigan Athletic e Wolverhampton Wanderers)
- Jogador que mais foi utilizado como substituto: James Milner (205 jogos)

### Gols
- Primeiro gol: Brian Deane (Sheffield United x Manchester United, em 15 de agosto de 1992)
- Maior artilheiro: Alan Shearer (260 gols)[52]
- Maior artilheiro por um clube: Harry Kane (213 gols pelo Tottenham)
- Jogador mais velho a fazer um gol: Teddy Sheringham (40 anos e 268 dias no jogo entre West Ham e Portsmouth, em 26 de dezembro de 2006)[53]
- Jogador mais jovem a fazer um gol: James Vaughan (16 anos e 271 dias no jogo entre Everton e Crystal Palace, em 10 de abril de 2005)[54]
- Jogador com mais rodadas consecutivas fazendo um gol: Jamie Vardy (11 rodadas com gols entre agosto e novembro de 2015)[55]
- Jogador com maior número de hat-tricks numa temporada: Alan Shearer (5 pelo Blackburn Rovers, em 1995–96)
- Jogador com maior número de hat-tricks no geral: Sergio Agüero (12)
- Mais gols em um jogo: Andy Cole (Manchester United 9–0 Ipswich Town, em março de 1995), Alan Shearer (Newcastle 8–0 Sheffield Wednesday, em setembro de 1999), Jermain Defoe (Tottenham 9–1 Wigan, em novembro de 2009), Dimitar Berbatov (Manchester United 7–1 Blackburn Rovers, em novembro de 2010) e Sergio Agüero (Manchester City 6–1 Newcastle, em outubro de 2015), com 5 gols cada.
- Mais gols num único tempo de jogo: Jermain Defoe (5 gols no primeiro tempo de Tottenham 9–1 Wigan, em novembro de 2009)
- Gol mais rápido: Shane Long, com 7,69 segundos (Southampton x Watford, em abril de 2019)[56]
- Gol mais rápido de um estreante na Premier League: 28 segundos (Odsonne Édouard, no jogo entre Crystal Palace e Tottenham, em setembro de 2021)[57]
- Gol mais tardio: Oli McBurnie aos 103 minutos do jogo entre Sheffield United e West Ham United (21 de janeiro de 2024)[58]
- Mais gols como substituto em um jogo: Ole Gunnar Solskjær (4 gols na vitória por 8 a 1 do Manchester United sobre o Nottingham Forest, em 1999)[59]
- Jogador com mais gols como visitante: Robin van Persie (9 gols pelo Arsenal entre janeiro e maio de 2011)[60]
- Jogador com mais temporadas consecutivas fazendo pelo menos 30 gols: Alan Shearer (3, todas pelo Blackburn Rovers)
- Jogador com mais temporadas consecutivas fazendo pelo menos 25 gols: Alan Shearer (4 - uma pelo Blackburn Rovers e 2 pelo Newcastle)
- Jogadores com mais temporadas consecutivas fazendo pelo menos 20 gols: Thierry Henry (5, todas pelo Arsenal) e Sergio Agüero (5, todas pelo Manchester City)
- Jogador com mais temporadas consecutivas pelo menos 10 gols: Wayne Rooney (11, todas pelo Manchester United)
- Jogador com mais temporadas consecutivas fazendo pelo menos um gol: Ryan Giggs (21 temporadas com gols entre 1992–93 e 2012–13)[61]
- Mais gols numa temporada:
  - Com 42 jogos: Andy Cole (Newcastle, em 1993–94) e Alan Shearer (Blackburn Rovers, em 1994–95, ambos com 34 gols)
  - Com 38 jogos: Erling Haaland (Manchester City, com 36 gols em 2022–23)
- Mais gols em uma única temporada:  Erling Haaland (Manchester City, com 36 gols em 2022–23)
- Mais gols em um único ano: Harry Kane (Tottenham, com 39 gols em 2017)
- Artilheiros de seu time numa temporada:
- Com 20 times: Ian Wright (23 gols pelo Arsenal em 1996–97, Robin van Persie (30 gols em 2011–12, também pelos Gunners) e Mohamed Salah (32 gols pelo Liverpool em 2017–18 e 2024–25)
- Com 22 times: Andy Cole (34 gols pelo Newcastle United em 1993–94) e Alan Shearer (mesmo número pelo Blackburn Rovers, em 1994–95)
- Mais gols na primeira temporada na Premier League: Erling Haaland (Manchester City, com 36 gols em 2022–23)
- Hat-trick mais rápido: Sadio Mané (2 minutos e 56 segundos no jogo entre Southampton e  Aston Villa, em maio de 2015)[62]
- Jogador com mais gols por clubes diferentes: Craig Bellamy (Coventry City, Newcastle,  Blackburn Rovers, Liverpool, West Ham United, Manchester City e Cardiff City)[63]
- Jogador com mais gols contra: Richard Dunne (10 gols contra)[64]
- Jogadores com mais gols contra numa temporada: Martin Škrtel (2013–14) e Lewis Dunk (2017–18), com 4 gols contra
- Jogador com mais hat-tricks sobre um único time: Luis Suárez (3 contra o Norwich City)
- Mais gols num mês: Luis Suárez (10 gols pelo Liverpool em dezembro de 2013)
- Jogador com mais gols de falta: David Beckham (18)
- Jogador com mais gols de pênalti: Alan Shearer (56 gols)[65]
- Jogador com mais gols de pênalti sem perder nenhuma cobrança: Cole Palmer (12)[66]
- Jogadores que mais perderam pênaltis: Alan Shearer[67] e Wayne Rooney[67] (11)
- Jogador mais rápido a marcar quatro gols em uma partida: Cole Palmer [68]

### Assistências
- Mais assistências numa temporada: Thierry Henry (20 assistências pelo Arsenal, em 2002–03) e Kevin De Bruyne (20 assistências pelo Manchester City em 2019–20)
- Mais assistências numa temporada feitas por um defensor: Trent Alexander-Arnold (12 assistências pelo Liverpool, em 2018–19)
- Jogador que mais deu assistências de forma seguida: Mesut Özil (7 jogos consecutivos com assistências entre setembro e novembro de 2015)
- Jogadores que mais deram assistências para um companheiro de equipe: Frank Lampard (24 assistências para Didier Drogba) e Harry Kane (24 assistências para Son Heung-min)
- Jogador mais jovem a realizar 3 assistências consecutivas: Trent Alexander-Arnold (20 anos e 143 dias no jogo entre Liverpool e Watford, em fevereiro de 2019)
- Jogadores que mais deram assistências em um jogo: Dennis Bergkamp, José Antonio Reyes, Cesc Fàbregas, Santi Cazorla, Dušan Tadić, Emmanuel Adebayor, Harry Kane e Paul Pogba (4)

### Recordes entre goleiros
- Maior número de clean sheets numa temporada: Petr Čech (24 pelo Chelsea em 2004–05)
- Mais jogos sem sofrer gol: Edwin van der Sar (14 jogos pelo Manchester United em 2008–09)
- Mais jogos sem sofrer gol por um único clube: Petr Čech (162 partidas sem levar gols pelo Chelsea)
- Goleiro que mais pegou pênaltis: David James (13 pênaltis defendidos)
- Goleiros que fizeram gol na Premier League: Peter Schmeichel, Brad Friedel, Paul Robinson, Tim Howard, Asmir Begović e Alisson Becker

### Disciplina
- Time que mais levou cartões amarelos: Chelsea (2.081 cartões amarelos)[69]
- Time que mais levou cartões vermelhos: Arsenal (110 cartões vermelhos)[70]
- Time com mais cartões amarelos em uma temporada: Chelsea (105 cartões amarelos em 2023–24)[71]
- Time com menos cartões amarelos em uma temporada: Coventry City (12 cartões amarelos em 1993–94)
- Time com mais cartões vermelhos em uma temporada: Sunderland e Queens Park Rangers (9 cartões vermelhos em 2009–10[72] e 2011–12[73], respectivamente)
- Time que mais levou cartões amarelos em um único jogo: Tottenham Hotspur (9 jogadores levaram cartão no empate por 2 a 2 com o Chelsea em maio de 2016)
- Partida com mais cartões amarelos: Bournemouth 0–1 Chelsea (14 no total), em setembro de 2024
- Jogadores com mais cartões vermelhos: Duncan Ferguson, Richard Dunne e Patrick Vieira (8 cartões vermelhos)
- Jogadores com mais cartões vermelhos numa temporada: Vinnie Jones (1995–96), Slaven Bilić, David Batty (ambos em 1997–98), Craig Short (2001–02), Franck Queudrue (2002–03), Wes Brown (2013–14) e Victor Wanyama (2015–16), com 3 expulsões cada
- Jogador com mais cartões amarelos: Gareth Barry (123 cartões amarelos)[74]
- Jogadores com mais cartões amarelos numa temporada: Mark Hughes (1998–99), Robbie Savage (2001–02), David Batty (2010–11), Lee Cattermole (2014–15), José Holebas (2016–17), Étienne Capoue (2018–19) e João Palhinha (2022–23), com 14 advertências cada
- Jogador mais indisciplinado: Kevin Phillips (desde 2000–01)
- Jogador mais faltoso: Gareth Barry (633)[75]
- Jogador com mais pênaltis cometidos em uma temporada: David Luiz (5 em 2019–20)[76]
- Maior suspensão: Joey Barton (12 jogos de suspensão por conduta violenta no jogo entre Manchester City e Queens Park Rangers, em maio de 2012)
- Advertência mais rápida: 24 segundos (Scott McTominay, no jogo entre Manchester United e Newcastle, em dezembro de 2019)
- Maior número de jogos sem ser advertido: John Barnes (201 jogos)[77]

### Premiações
- Jogador com mais títulos: Ryan Giggs (13)
- Jogador com mais prêmios de Melhor Jogador da temporada: Thierry Henry, Cristiano Ronaldo, Nemanja Vidić, Kevin De Bruyne e Mohamed Salah (2 vezes cada)
- Jogador com mais prêmios de Melhor Jogador do mês: Sergio Agüero[78], Harry Kane e Mohamed Salah (7 vezes cada)
- Jogador que mais levou a Chuteira de Ouro: Thierry Henry e Mohamed Salah (4 troféus)

### Recordes entre treinadores
- Treinador com mais títulos: Alex Ferguson (13 títulos)[79]
- Treinador mais premiado como melhor da temporada: Alex Ferguson (11)
- Treinador mais premiado como melhor do mês: Alex Ferguson (27)[80]
- Treinador mais premiado como melhor do mês de forma consecutiva: Josep Guardiola (4)[81]
- Treinador mais premiado como melhor do mês em uma temporada: Jürgen Klopp (5)[82]
- Treinador com mais acessos: Steve Bruce (Birmingham City em 2001–02 e 2006–07 e Hull City em 2012–13 e 2015–16)
- Treinador com mais rebaixamentos: Dave Bassett (Sheffield United em 1993–94, Nottingham Forest em 1996–97 e Leicester City em 2001–02)[83]
- Treinador que mais comandou equipes: Sam Allardyce, com 9 times (Bolton Wanderers, Newcastle United, Blackburn Rovers, West Ham United, Sunderland, Crystal Palace, Everton, West Bromwich Albion e Leeds United)[84]
- Mais tempo comandando um clube: Arsène Wenger (treinou o Arsenal entre outubro de 1996 e maio de 2018)[85]
- Menos tempo comandando um clube (excluindo os interinos): Sam Allardyce (1 mês no Leeds United)[86]
- Treinador com menos jogos em um clube: Frank de Boer (4 jogos pelo Crystal Palace entre junho e setembro de 2017)[87] e Sam Allardyce (4 jogos no Leeds United entre maio e junho de 2023[86])
- Treinador mais velho: Roy Hodgson (76 anos e 187 dias no jogo entre Crystal Palace e Chelsea, em fevereiro de 2024)[88]
- Treinador mais jovem (incluindo os interinos): Ryan Mason (29 anos e 312 dias no jogo entre Tottenham e Southampton, em abril de 2021)[89]